# Irena Kasacka
Irena Kasacka (ur. 1957) – polska naukowiec, histolog i cytofizjolog, profesor nauk medycznych.

## Życiorys
W 1981 ukończyła biologię na Filii Uniwersytetu Warszawskiego w Białymstoku. Od 1991 pracuje na Akademii Medycznej w Białymstoku. W 1994 pod kierunkiem prof. Leopolda Rejniaka z Zakładu Histologii i Embriologii AMB obroniła pracę doktorską "Zmiany morfologiczne i histochemiczne w wątrobie szczura białego po zastosowaniu flupentyksolu depot" uzyskując stopień naukowy doktora nauk medycznych. W  2004 na podstawie osiągnięć naukowych i złożonej rozprawy "Morfologiczna i immunohistochemiczna charakterystyka płucnych komórek neuroendokrynowych u szczura w doświadczalnej przewlekłej niewydolności nerek" otrzymała stopień naukowy doktora habilitowanego. W 2009 uzyskała tytuł profesora nauk medycznych.
Od 2009, czyli od powstania kierownik Zakładu Histologii i Cytofizjologii UMB. Członek Głównej Komisji Rewizyjnej Zarządu Głównego Polskiego Towarzystwa Histochemików i Cytochemików.